# مجلس ایالتی بادن-وورتمبرگ
مجلس ایالتی بادن-وورتمبرگ با نام آلمانی لندتاگ (به آلمانی: Landtag von Baden-Württemberg)، نهاد بالادستی قانون‌گزاری برای دولت ایالتی بادن-وورتمبرگ در کشور آلمان است. این مجلس در شهر اشتوتگارت تشکیل می‌شود و در حال حاضر متشکل از ۱۵۴ عضو از پنج حزب سیاسی است. اکثریت قبل از انتخابات ۲۰۲۱ ائتلافی از ائتلاف ۹۰/سبزها (Die Grünen) و اتحادیه دموکرات مسیحی بود که از کابینه رئیس‌الوزرای این ایالت وینفرید کرچمان (از حزب سبز) حمایت می‌کرد.

## ترکیب فعلی
پس از انتخابات ۱۴ مارس ۲۰۲۱، ترکیب مجلس ایالتی به شرح زیر است:
| مهمانی - جشن                | صندلی‌ها |
| --------------------------- | ------- |
| اتحاد ۹۰/سبزها (Die Grünen) | ۵۸      |
| اتحادیه دموکرات مسیحی (CDU) | ۴۲      |
| حزب سوسیال دموکرات (SPD)    | ۱۹      |
| حزب دموکرات آزاد (FDP/DVP)  | ۱۸      |
| آلترناتیو برای آلمان (AfD)  | ۱۷      |

انتخابات این ایالت با حفظ سیستم نمایندگی تناسبی انجام می‌شود. به این معنی که احزاب باید حداقل ۵ درصد از آرای کل را برای ورود به مجلس بدست آورده باشند. با این حال، استثناهایی وجود دارد که سیستم انتخابات بادن-وورتمبرگ را به یکی از پیچیده‌ترین سیستم‌های انتخاباتی در آلمان تبدیل می‌کند.
تفاوت اصلی در سیستم انتخاباتی این ایالت در مقایسه با انتخابات فدرال بوندستاگ این است که لیست حزبی برای این انتخابات وجود ندارد و همه اعضای مجلس از نمایندگان محلی هستند. تناسب حزبی در مجلس به این شکل توسط احزاب حفظ می‌شود که نیمی از کرسی‌های باقی‌مانده را به نامزدهایی اعطا می‌کنند که برنده حوزه انتخاباتی خاصی نشده باشند. این کرسی‌ها به ترتیب به کاندیداهایی اعطا می‌شوند که با رای بالاتری شکست خورده باشند. (به‌طور مثال کاندیدایی که با ۴۷٪ آرا شکست خورده، اولویت بیشتری نسبت به کاندیدایی دارد که با ۳۰٪ آرا شکست خورده‌است).

## ترکیب تاریخی

دوره اول.
دوره دوم.
دوره سوم.
دوره چهارم.
دوره پنجم.
دوره ششم.
دوره هفتم.
دوره هشتم.
دوره نهم.
دوره دهم.
دوره یازدهم.
دوره دوازدهم.
دوره سیزدهم.
دوره چهاردهم.
دوره پانزدهم.
دوره شانزدهم.
دوره هفدهم.

## رؤسای مجلس ایالتی
روسای مجلس ایالتی بادن-وورتمبرگ از زمان تشکیل جمهوری فدرال آلمان عبارتند از:
- ۱۹۵۲–۱۹۶۰ کارل ناینهاوس، اتحادیه دموکرات مسیحی (CDU)
- ۱۹۶۰–۱۹۶۸ فرانتس گورک، اتحادیه دموکرات مسیحی (CDU)
- ۱۹۶۸–۱۹۷۶ کامیل وورتس، اتحادیه دموکرات مسیحی (CDU)
- ۱۹۷۶–۱۹۸۰ اریش گانتسن‌مولر، اتحادیه دموکرات مسیحی (CDU)
- ۱۹۸۰–۱۹۸۲ لوتار گا، اتحادیه دموکرات مسیحی (CDU)
- ۱۹۸۲–۱۹۹۲ اریش اشنایدر، اتحادیه دموکرات مسیحی (CDU)
- ۱۹۹۲–۱۹۹۶ فریتس هوپمایر، اتحادیه دموکرات مسیحی (CDU)
- ۱۹۹۶–۲۰۱۱ پیتر اشتراوب، اتحادیه دموکرات مسیحی (CDU)
- ۲۰۱۱ ویلی اشتشله، اتحادیه دموکرات مسیحی (CDU)
- ۲۰۱۱–۲۰۱۵ گیدو ولف، اتحادیه دموکرات مسیحی (CDU)
- ۲۰۱۵–۲۰۱۶ ویلفرد کلنک، اتحادیه دموکرات مسیحی (CDU)
- ۲۰۱۶–اکنون محترم ارس، اتحاد ۹۰/سبزها[۳]